# Sidi Mohamed Ould Cheikh Abdallahi
Sidi Mohamed Ould Cheikh Abdallahi (Aleg, 1938 – Nouakchott, 23 novembre 2020) è stato un politico mauritano.
Divenuto Presidente della Mauritania il 19 aprile 2007, fu rovesciato con un colpo di Stato nell'agosto del 2008.

## Biografia
Nato ad Aleg, una cittadina del sud della Mauritania, studiò prima a Dakar, in Senegal, per poi ottenere un master in economia a Grenoble, in Francia. Tornato in Mauritania nel 1968, fu nominato nel 1971 ministro dello sviluppo industriale dal primo presidente mauritano democraticamente eletto, Moktar Ould Daddah. Nei sette anni seguenti ricoprì diversi incarichi di governo: fu ministro dell'economia e ministro per le miniere, e in quest'ultimo ruolo fu coinvolto nella nazionalizzazione delle miniere di ferro e nell'introduzione dell'attuale valuta del paese, l'ouguiya.
Arrestato nel 1979 durante il colpo di stato che destituì Moktar Ould Daddah, visse in Kuwait dal 1982 al 1985, per poi tornare in Mauritania nel 1986, servendo come ministro per l'energia e poi come ministro per la pesca nel governo di Maaouya Ould Sid'Ahmed Taya. Rimosso nel 1989, visse in Niger fino al 2003.
Candidatosi da indipendente in occasione delle elezioni presidenziali del 2007 (pur essendo visto da alcuni come uomo della giunta militare al potere), ottenne al primo turno la maggioranza relativa dei voti (24.80%), vincendo poi il ballottaggio contro Ahmed Ould Daddah con il 52,85% dei voti.
Abdallahi fu proclamato presidente il 19 aprile; il 6 agosto 2008, dopo aver tentato di rimuovere alcuni alti ufficiali dai loro comandi, fu rovesciato da un colpo di stato militare guidato da Mohamed Ould Abdel Aziz, e arrestato, per essere poi rilasciato soltanto in dicembre dopo essere stato tenuto agli arresti domiciliari sia a Lemden che a Nouakchott. Il 22 gennaio 2009, le forze di sicurezza gli impedirono di entrare a Nouakchott con un corteo di auto, dove si stava recando per tenere un discorso; Abdallahi conseguentemente ritornare a Lemden.